# 2011 في رومانيا
فيما يلي قوائم الأحداث التي وقعت خلال عام 2011 في رومانيا.

## أحداث
- 1 يناير – إحصاء سكان رومانيا 2011

## موسيقى

### أغاني
من الأغاني التي صدرت هذه السنة في رومانيا:
- 25 نوفمبر – اللانهاية من غناء إينا.

## وفيات

### أكتوبر
- 25 أكتوبر – ليفيو تشيولي (مواليد 1923)[1]